# Ondrej Krištofík
Ondrej Krištofík (Bratislava, 10 settembre 1966) è un ex calciatore slovacco, di ruolo centrocampista.

## Palmarès

### Club

#### Competizioni nazionali
- Campionato cecoslovacco: 1

Slovan Bratislava: 1991-1992
- Campionato slovacco: 1

Slovan Bratislava: 1993-1994
- Coppa di Slovacchia: 1

Slovan Bratislava: 1993-1994
- Campionato ceco: 1

Slavia Praga: 1995-1996
- Supercoppa di Slovacchia: 1

Spartak Trnava: 1998

#### Competizioni internazionali
- Coppa Piano Karl Rappan: 4

Slovan Bratislava: 1990, 1992, 1993, 1994